# Benguela (provincie)
Benguelská provincie je provincie Angoly. Jejím hlavním městem je Benguela. Má rozlohu 31 788 km² a přibližně 600 tisíc obyvatel. Podle statistik americké vlády z roku 1988 měla tato provincie 297 700 obyvatel žijících ve městě a 308 800 vesničanů z celkového počtu 606 500 obyvatel. Náleží sem města Lobito, Bocoio, Balombo, Ganda, Cubal, Caimbambo, Baia-Farta a Chongorói.

## Průmysl
Benguelská provincie má velký význam především tím, že ve městě Lobito začíná transafrická Benguelská železnice CFB (Caminho de Ferro de Benguela), která vede jednou větví do Daar es Salamu v Tanzanii a druhou do Beiry v Mosambiku. V Lobitě je také největší angolský námořní přístav, i když v současné době je luandský přístav na stejné úrovni. V provincii byla až do roku 1983 v částečném provozu největší celulózka a papírna v celé této části Afriky. V Lobitě je největší cementárna v zemi. V provincii se těží mramory. V současné době, od začátku roku 2009, v městečku Alto Catumbela působí česká firmy Pilous, která dostala licenci na kácení eukalyptů (20 % výsadby z 85 000 ha) původně určených na zpracování v celulózce CCPA. Firma dřevo zpracovává na desky a prodává na místním i zahraničním trhu.
20 km od Benguely je hydroelektrárna s termikou Bio-Pio, zajišťující dodávky energie pro obě největší města provincie. Největší vodní elektrárna Lomaum je od 17. 1. 1983 poškozena po útoku UNITA. Počítá se však s její rekonstrukcí.